# Tiquadra mallodeta
Tiquadra mallodeta är en fjärilsart som beskrevs av Edward Meyrick 1924. Tiquadra mallodeta ingår i släktet Tiquadra och familjen äkta malar. Inga underarter finns listade i Catalogue of Life.